# Hippeutister castaneus
Hippeutister castaneus är en skalbaggsart som först beskrevs av Lewis 1891.  Hippeutister castaneus ingår i släktet Hippeutister och familjen stumpbaggar. Inga underarter finns listade i Catalogue of Life.